# Синтія Фріланд
Синтія Фріланд (англ. Cynthia A. Freeland, нар. 17 серпня 1951 р.) — американська філософиня мистецтва, авторка трьох монографій та понад два десятки статей і кілька книг; почесна професорка філософії в університеті Г'юстона. До 2017 року була президентом Американського товариства естетики. У минулому нагороджена стипендією від Національного фонду гуманітарних наук в 2003 році за дослідницький проєкт з підробок. Її книга «But is it Art?» (2001) була перекладена на чотирнадцять мов і перевидана в рамках серії «Oxford Very Short Introductions».

## Публікації
Синтія Фріланд пише про естетику, античну філософію, філософію кіно та феміністську теорію.

### Монографії
- Portraits & Persons (Oxford University Press, June 2010).
- But is it Art?, (Oxford University Press, 2001). Перевиданий як «Art Theory: A Very Short Introduction» (Oxford, 2002) Перекладені на китайську (2002), корейську (2002), іспанську (2003), німецьку (2003), голландську (2003); Грецька (2005); польська (2005); шведська (2006), тамільська (2006), японська (2008), В'єтнамська (2009); турецька (2009), латвійська (2009), проста китайська (2009); за контрактом на переклад на іврит, португальську та перську мови.
- The Naked and the Undead: Evil and the Appeal of Horror, (Westview Press, 1999).

### Вибрані статті
- 'The Naked and the Undead: Evil and the Appeal of Horror.' Journal of Aesthetics and Art Criticism, 2001, 59 (4): 433—434.
- 'Art and Moral Knowledge' Philosophical Topics, 1997 25 (1):11-36.

- 'Evaluating Art' with George Dickie — 1992 — Philosophical Review 101 (2):486.

- 'Aristotle's Theory of the Will' with Anthony Kenny — 1981 — Philosophical Review 90 (1):159.
- 'Aristotle on Possibilities and Capabilities' 1986 — Ancient Philosophy 6:69-89.
- 'Feminist Interpretations of Aristotle'. 2002 — Hypatia 17 (4):238-243.
- 'A New Question About Color' 2017 — Journal of Aesthetics and Art Criticism 75 (3):231-248.
- 'Feminism and Ideology in Ancient Philosophy' 2000 — Apeiron 33 (4):365 — 406.

### Глави книг
- 'Penetrating Keanu', in The Matrix and Philosophy, Edited by William Irvin (Open Court Publishing Company, 2002).
- 'Aristotle on the Sense of Touch', In: Essays on Aristotle's De Anima, Edited by Martha C. Nussbaum and Amélie Oksenberg Rorty (Oxford University Press, 1995).
- 'Feminist Frameworks for Horror Films' In: Post-Theory: Reconstructing Film Studies, Edited by David Bordwell and Noël Carroll (University of Wisconsin Press, 1996).
- 'Emma's Pensive Meditations', In: Jane Austen's Emma: Philosophical Perspectives, Edited by E.M. Dadlez (Oxford University Press, 2018).
- 'Aristotle on Perception, Appetition, and Self-Motion' In: Self-Motion: From Aristotle to Newton, Edited by: James G. Lennox & Mary Louise Gill (Princeton University Press, 2017)